# Towarzystwo Kultury Polskiej Ziemi Lwowskiej
Towarzystwo Kultury Polskiej Ziemi Lwowskiej – polska organizacja kulturalna założona w grudniu 1988 roku jako jedna z pierwszych i współcześnie największych polskich organizacji na Ukrainie. Po kilku latach działalności organizacja otrzymała od władz obwodu lwowskiego siedzibę w kamienicy pod adresem Rynek 17.
TKPZL prowadzi we Lwowie cztery polskie grupy przedszkolne, działalność charytatywną, Uniwersytet Trzeciego Wieku, chór „Lutnia", Stowarzyszenie Lekarzy Polskich, chór „ECHO Macierz", kapela „Wesoły Lwów", Zespół Pieśni i Tańca „Weseli Lwowiacy" i wydaje „Gazetę Lwowską”.
TKPZL jest organizacyjnie podzielona na 21 oddziałów, działających w całym obwodzie lwowskim. Oddziały zajmują się organizacją zebrań, odczytów, lekcji, spotkań z zapraszanymi osobami, obchodów rocznic świąt narodowych. Prezesem TKPZL jest Emil Legowicz.

## Oddziały[4]
- Borysław
- Chodorów
- Czerwonogród
- Dobromil
- Drohobycz
- Jaworów
- Łanowice
- Mościska
- Pnikut
- Rawa Ruska
- Sambor
- Sądowa Wisznia
- Sąsiadowice
- Siemianówka
- Stryj
- Szczerzec
- Trzcieniec
- Mosty Wielkie
- Złoczów
- Żółkiew
- Żydaczów